# Letland op de Olympische Zomerspelen 1996
Letland nam deel aan de Olympische Zomerspelen 1996 in Atlanta, Verenigde Staten. Er werd 1 medaille gewonnen in het kanovaren.

## Medailleoverzicht
| Sport     | Olympiër(s)       | Onderdeel     | Medaille |
| --------- | ----------------- | ------------- | -------- |
| Kanovaren | Ivans Klementjevs | C-1 1000m (m) | Zilver   |

## Deelnemers en resultaten

### Atletiek
| Olympiër              | Discipline               | Resultaat | Prestatie                                                                      |
| --------------------- | ------------------------ | --------- | ------------------------------------------------------------------------------ |
| Sergejs Inšakovs      | 100m (m)                 | 45e       | serie 11: 5de in 10,42                                                         |
| Sergejs Inšakovs      | 200m (m)                 | 11e       | serie 1: 2de in 20,41 kwartfinale 4: 4de in 20,58 halve finale 2: 7de in 20,48 |
| Einārs Tupurītis      | 800m (m)                 | 11e       | serie 5: 2de in 1.45,88 halve finale 3: 4de in 1.46,41                         |
| Igors Kazanovs        | 110m horden (m)          | 15e       | serie 7: 4de in 13,74 kwartfinale 2: 3de in 13,42 halve finale 2: 7de in 14,13 |
| Guntis Peders         | 110m horden (m)          | 19e       | serie 4: 3de in 13,72 kwartfinale 1: 5de in 13,59                              |
| Egīls Tēbelis         | 400m horden (m)          | 42e       | serie 5: 4de in 50,73                                                          |
| Aleksandrs Prokopčuks | marathon (m)             | 51e       | 2:20.50                                                                        |
| Aigars Fadejevs       | 20km snelwandelen (m)    | 6e        | 1:20.47                                                                        |
| Modris Liepiņš        | 50km snelwandelen (m)    | 23e       | 4:01.12                                                                        |
| Aleksandrs Obižajevs  | polsstokhoogspringen (m) | 27e       | kwalificatie groep B: 14de met 5,40m                                           |
| Rojs Piziks           | tienkamp (m)             | 23e       | 7994 punten                                                                    |
|                       |                          |           |                                                                                |
| Jeļena Čelnova        | 5000m (v)                | 36e       | serie 2: 12de in 15.59,00                                                      |
| Lana Jēkabsone        | 400m horden (v)          | 18e       | serie 4: 5de in 56,18                                                          |
| Anita Liepiņa         | 10km snelwandelen (v)    | 22e       | 45.35                                                                          |
| Valentīna Gotovska    | verspringen (v)          | 27e       | 6,08m                                                                          |
| Jeļena Blaževiča      | hink-stap-springen (v)   | 8e        | 14,12m                                                                         |
| Gundega Sproģe        | hink-stap-springen (v)   | 19e       | 13,67m                                                                         |

### Boksen
| Olympiër       | Discipline | Resultaat | Prestatie                           |
| -------------- | ---------- | --------- | ----------------------------------- |
| Romāns Kukļins | -91kg (m)  | 17e       | 1ste ronde: V van BLR Dychkov: 6-16 |

### Gewichtheffen
| Olympiër           | Discipline | Resultaat | Prestatie                                                         |
| ------------------ | ---------- | --------- | ----------------------------------------------------------------- |
| Vladimirs Morozovs | -54kg (m)  | 19e       | trekken: 19de met 100kg stoten: 19de met 122,5kg totaal: 222,5kg  |
| Dainis Zīlītis     | -83kg (m)  | 15e       | trekken: 15de met 145kg stoten: 15de met 167,5kg totaal: 312,5kg  |
| Ivars Zdanovskis   | -99kg (m)  | 20e       | trekken: 22ste met 150kg stoten: 19de met 187,5kg totaal: 337,5kg |
| Viktors Ščerbatihs | -108kg (m) | 10e       | trekken: 12de met 177,5kg stoten: 11de met 212,5kg totaal: 390kg  |
| Raimonds Bergmanis | +108kg (m) | 9e        | trekken: 12de met 177,5kg stoten: 10de met 225kg totaal: 402,5kg  |

### Gymnastiek
| Olympiër       | Discipline               | Resultaat | Prestatie                             |
| -------------- | ------------------------ | --------- | ------------------------------------- |
| Ludmila Prince | individuele meerkamp (v) | 58e       | kwalificatie: 58ste met 73,186 punten |

### Kanovaren
| Olympiër          | Discipline    | Resultaat | Prestatie                                                                         |
| Slalom            | Slalom        | Slalom    | Slalom                                                                            |
| ----------------- | ------------- | --------- | --------------------------------------------------------------------------------- |
| Aldis Kļaviņš     | K-1 (m)       | 21e       | voorronde: 15de in 152,67 finale: 21ste in 152,67                                 |
|                   |               |           |                                                                                   |
| Dzintra Blūma     | K-1 (v)       | 30e       | voorronde: 28ste in 372,81 finale: 30ste in 372,81                                |
| Sprint            |               |           |                                                                                   |
| Ivans Klementjevs | C-1 1000m (m) | Zilver    | serie 1: 3de in 4.24,678 halve finale 2: 1ste in 4.10,155 finale: 2de in 3.54,954 |

### Moderne vijfkamp
| Olympiër            | Discipline | Resultaat | Prestatie   |
| ------------------- | ---------- | --------- | ----------- |
| Vjačeslavs Duhanovs | mannen     | 22e       | 5186 punten |

### Roeien
| Olympiër                       | Discipline      | Resultaat | Prestatie |
| ------------------------------ | --------------- | --------- | --- |
| Uģis Lasmanis Andris Reinholds | dubbel-twee (m) | 9e        | serie 3: 2de in 6.52,80 herkansingen: 1ste in 6.51,19 halve finale 2: 5de in 6.40,68 finale B: 3de in 6.20,82 |
|                                |                 |           | |
| Sanita Ozoliņa Liene Lutere    | dubbel-twee (v) | 11e       | serie 1: 4de in 7.36,18 herkansingen: 2de in 7.48,02 halve finale 2: 6de in 7.32,00 finale B: 5de in 7.06,47  |

### Schietsport
| Olympiër          | Discipline              | Resultaat | Prestatie                                                           |
| ----------------- | ----------------------- | --------- | ------------------------------------------------------------------- |
| Afanasijs Kuzmins | 25m snelvuurpistool (m) | 10e       | kwalificatie: 10de met 585 punten (290-295)                         |
| Afanasijs Kuzmins | 10m luchtpistool (m)    | 29e       | kwalificatie: 29ste met 574 punten                                  |
| Boriss Timofejevs | Skeet (m)               | 6e        | kwalificatie: 6de met 122 punten (74-48) finale: 6de met 145 punten |

### Wielersport
| Olympiër          | Discipline       | Resultaat | Prestatie |
| Baan              | Baan             | Baan      | Baan |
| ----------------- | ---------------- | --------- | --- |
| Viesturs Bērziņš  | sprint (m)       | 9e        | kwalificatie: 9de in 10,463 serie 9: W van SVK Hrbacek 2de ronde serie 9: W van ITA Chiappa: 11,044 3de ronde serie 4: V van GER Fiedler herkansingen: 3de |
| Ainārs Ķiksis     | tijdrit (m)      | 8e        | 1.04,457 |
| Weg               |                  |           | |
| Kaspars Ozers     | wegwedstrijd (m) | 22e       | 4:56.43 |
| Dainis Ozols      | wegwedstrijd (m) | 92e       | 4:56.51 |
| Arvis Piziks      | wegwedstrijd (m) | 18e       | 4:56.33 |
| Juris Silovs      | wegwedstrijd (m) | 31e       | 4:56.44 |
| Romāns Vainšteins | wegwedstrijd (m) | 106e      | 4:56.54 |

### Worstelen
| Olympiër       | Discipline     | Resultaat      | Prestatie |
| Grieks-Romeins | Grieks-Romeins | Grieks-Romeins | Grieks-Romeins |
| -------------- | -------------- | -------------- | --- |
| Aigars Jansons | -57kg (m)      | 9e             | 1ste ronde: W van POL Pawłowski: 4-3 2de ronde: V van CHN Sheng: 1-7 herkansingen: W van KOR Park: 9-2 herkansingen 2: V van UKR Khakymov: 4-9 |

### Zeilen
| Olympiër     | Discipline  | Resultaat | Prestatie                               |
| ------------ | ----------- | --------- | --------------------------------------- |
| Ansis Dāle   | mistral (m) | 20e       | 134 punten: (24-25-29-20-6-22-24-29-13) |
|              |             |           |                                         |
| Ilona Dzelme | mistral (v) | 18e       | 113 punten: (20-19-20-15-17-24-17-17-8) |

### Zwemmen
| Olympiër            | Discipline           | Resultaat | Prestatie                                                   |
| ------------------- | -------------------- | --------- | ----------------------------------------------------------- |
| Valērijs Kalmikovs  | 200m schoolslag (m)  | 13e       | serie 2: 1ste in 2.17,07 (NR) finale B: 5de in 2.16,23 (NR) |
| Artūrs Jakovļevs    | 100m vlinderslag (m) | 49e       | serie 2: 3de in 56,62                                       |
| Valērijs Kalmikovs  | 200m wisselslag (m)  | 21e       | serie 2: 3de in 2.06,16                                     |
| Valērijs Kalmikovs  | 400m wisselslag (m)  | 18e       | serie 3: 6de in 4.28,04                                     |
|                     |                      |           |                                                             |
| Agnese Ozoliņa      | 50m vrije slag (v)   | 47e       | serie 2: 7de in 27,65                                       |
| Margarita Kalmikova | 200m schoolslag (v)  | 31e       | serie 2: 3de in 2.39,63 (NR)                                |

Afghanistan · Albanië · Algerije · Amerikaanse Maagdeneilanden · Amerikaans-Samoa · Andorra · Angola · Antigua‑Barbuda · Argentinië · Armenië · Aruba · Australië · Azerbeidzjan · Bahama's · Bahrein · Bangladesh · Barbados · België · Belize · Benin · Bermuda · Bhutan · Bolivia · Bosnië en Herzegovina · Botswana · Brazilië · Britse Maagdeneilanden · Brunei · Bulgarije · Burkina Faso · Burundi · Cambodja · Canada · Centraal-Afrikaanse Republiek · Chili · China · Chinees Taipei · Colombia · Comoren · Congo-Brazzaville · Cookeilanden · Costa Rica · Cuba · Cyprus · Denemarken · Djibouti · Dominica · Dominicaanse Republiek · Duitsland · Ecuador · Egypte · El Salvador · Equatoriaal-Guinea · Estland · Ethiopië · Fiji · Filipijnen · Finland · Frankrijk · Gabon · Gambia · Georgië · Ghana · Grenada · Griekenland · Groot-Brittannië · Guam · Guatemala · Guinee · Guinee-Bissau · Guyana · Haïti · Honduras · Hongarije · Hongkong · Ierland · IJsland · India · Indonesië · Irak · Iran · Israël · Italië · Ivoorkust · Jamaica · Japan · Jemen · Joegoslavië · Jordanië · Kaaimaneilanden · Kaapverdië · Kameroen · Kazachstan · Kenia · Kirgizië · Koeweit · Kroatië · Laos · Lesotho · Letland · Libanon · Liberia · Libië · Liechtenstein · Litouwen · Luxemburg ·  Macedonië · Madagaskar · Malawi · Malediven · Maleisië · Mali · Malta · Marokko · Mauritanië · Mauritius · Mexico · Moldavië · Monaco · Mongolië · Mozambique · Myanmar · Namibië · Nauru · Nederland · Nederlandse Antillen · Nepal · Nicaragua · Nieuw-Zeeland · Niger · Nigeria · Noord-Korea · Noorwegen · Oeganda · Oekraïne · Oezbekistan · Oman · Oostenrijk · Pakistan · Palestina · Panama · Papoea-Nieuw-Guinea · Paraguay · Peru · Polen · Portugal · Puerto Rico · Qatar · Roemenië · Rusland · Rwanda · Saint Kitts en Nevis · Saint Lucia · Saint Vincent en Grenadines · Salomonseilanden · Samoa · San Marino · Sao Tomé en Principe · Saoedi-Arabië · Senegal · Seychellen · Sierra Leone · Singapore · Slovenië · Slowakije · Soedan · Somalië · Spanje · Sri Lanka · Suriname · Swaziland · Syrië · Tadzjikistan · Tanzania · Thailand · Togo · Tonga · Trinidad en Tobago · Tsjaad · Tsjechië · Tunesië · Turkije · Turkmenistan · Uruguay · Vanuatu · Venezuela · Verenigde Arabische Emiraten · Verenigde Staten · Vietnam · Wit-Rusland · Zaïre · Zambia · Zimbabwe · Zuid-Afrika · Zuid-Korea · Zweden · Zwitserland